# Escudelles populars a Andorra
Les escudelles populars d'Andorra són una festivitat tradicional que consisteix en l'elaboració i distribució d'escudelles, uns plats de sopa típics de la muntanya per celebrar la diada de Sant Antoni (17 de gener), patró dels animals domèstics i els traginers. La seva celebració està estretament relacionada amb la vida ramadera, ja que era el moment en el qual els pagesos portaven a beneir els seus ramats de peu rodó, tot retirant-los de la feina, i donant-los-hi un pinso extraordinari per festejar. En aquesta diada, també es realitza la matança del porc i els Encants de Sant Antoni.
Pel que fa a l'escudella, és part del patrimoni alimentari dels Pirineus, sent un plat molt energètic gràcies a la diversitat d'ingredients vegetals i animals. En el brou s'hi afegeixen patates, llegums, verdures, cereals i sobretot la carn del porc, sent un amalgama de tots els productes recollits de la terra al llarg de l'any.

## Orígens
Els antecedents de la repartició d'escudelles es troben en el fet que antigament algunes cases importants d'Andorra la Vella repartien l'escudella als pobres un dia l'any, i els traginers en repartien als pelegrins que es desplaçaven fins a la capella de Sant Antoni de la Grella el dia de la festivitat. No és fins als anys setanta del segle XX que, arran d'una partida de cartes, es transforma en una festa popular desproveïda de significació religiosa.
En el decurs d'una partida de Botifarra, Antoni Puigdellívol, amo del restaurant "La Truita" de l'Hotel Riberpuig de l'Avinguda Meritxell d'Andorra la Vella va proposar-li al seu amic i carnicer Antoni Santacreu de fer una escudella pel dia del seu sant i convidar al barri i als turistes. Santacreu va afirmar que posaria la carn, un altre amic i jugador, Joan Roca (masover de cal Guillemó que feia l'aniversari el dia de Sant Antoni) hi posava l'arròs i els fideus i Antoni Solana de cal Muxó recolliria les cols. Als Tons de l'avinguda Meritxell, se'ls van sumar més veïns i finalment el 17 de gener de 1970 se celebrà la primera escudella popular davant del restaurant.
La iniciativa va ser un gran èxit, augmentant en participants en cada edició. L'any 1981 van demanar la col·laboració del Comú d'Andorra la Vella  degut a les obres al restaurant, la qual cosa va propiciar la institucionalització de la festa en afegir-la dins de les festes comunals. Aquest pas va portar a la creació de la Confraria d'Escudellaires d'Andorra la Vella, conjuntament amb l'elaboració anual d'un plat commemoratiu i una cullera de fusta.
Aquest àpat popular es va estendre a la resta de parròquies progressivament, sent Canillo la segona parròquia a celebrar-ho l'any 1979 sota el nom de "La Vianda de Sant Antoni". L'any 1983 es va organitzar per primera vegada a Escaldes-Engordany, gràcies al fet que el cuiner de l'hotel Riberpuig s'hi va traslladar. A Encamp l'escudella de Sant Antoni es començà a celebrar l'any 1987 gràcies a la participació voluntària dels ciutadans, i actualment es celebra el cap de setmana més proper a Sant Antoni. Finalment, l'escudella va arribar a Sant Julià de Lòria gràcies a la iniciativa de la Germandat de Sant Sebastià, celebrant-la el 20 de gener en honor al patró.